# Bowman Glacier
Bowman Glacier är en glaciär i Antarktis. Den ligger i Västantarktis. Nya Zeeland gör anspråk på området. Bowman Glacier ligger 536 meter över havet.
Terrängen runt Bowman Glacier är varierad. Trakten är obefolkad. Det finns inga samhällen i närheten.